# Acerentulus correzeanus
Acerentulus correzeanus är en urinsektsart som beskrevs av Andrzej Szeptycki 1997. Acerentulus correzeanus ingår i släktet Acerentulus och familjen lönntrevfotingar. Inga underarter finns listade i Catalogue of Life.